# Martin Høgsted
Martin Høgsted, född  27 maj 1982 i Dianalund, är en dansk skådespelare och ståuppkomiker.
Martin Høgsted vann danska mästerskapen i standup år 2008. Han har även medverkat i den danska julkalendern 2020 där han spelade den återkommande rollen Ulrik. Han medverkade samma år i TV-serien Falkenberg forever. Tillsammans med Jesper Rönndahl spelade han huvudrollen i komediserien Gränsfall.

## Filmografi (i urval)
- 2020 – Julfeber (TV-serie)
- 2020 – Falkenberg forever (TV-serie)
- 2025 – Gränsfall (TV-serie)